# Pfarrhaus (Escherndorf)

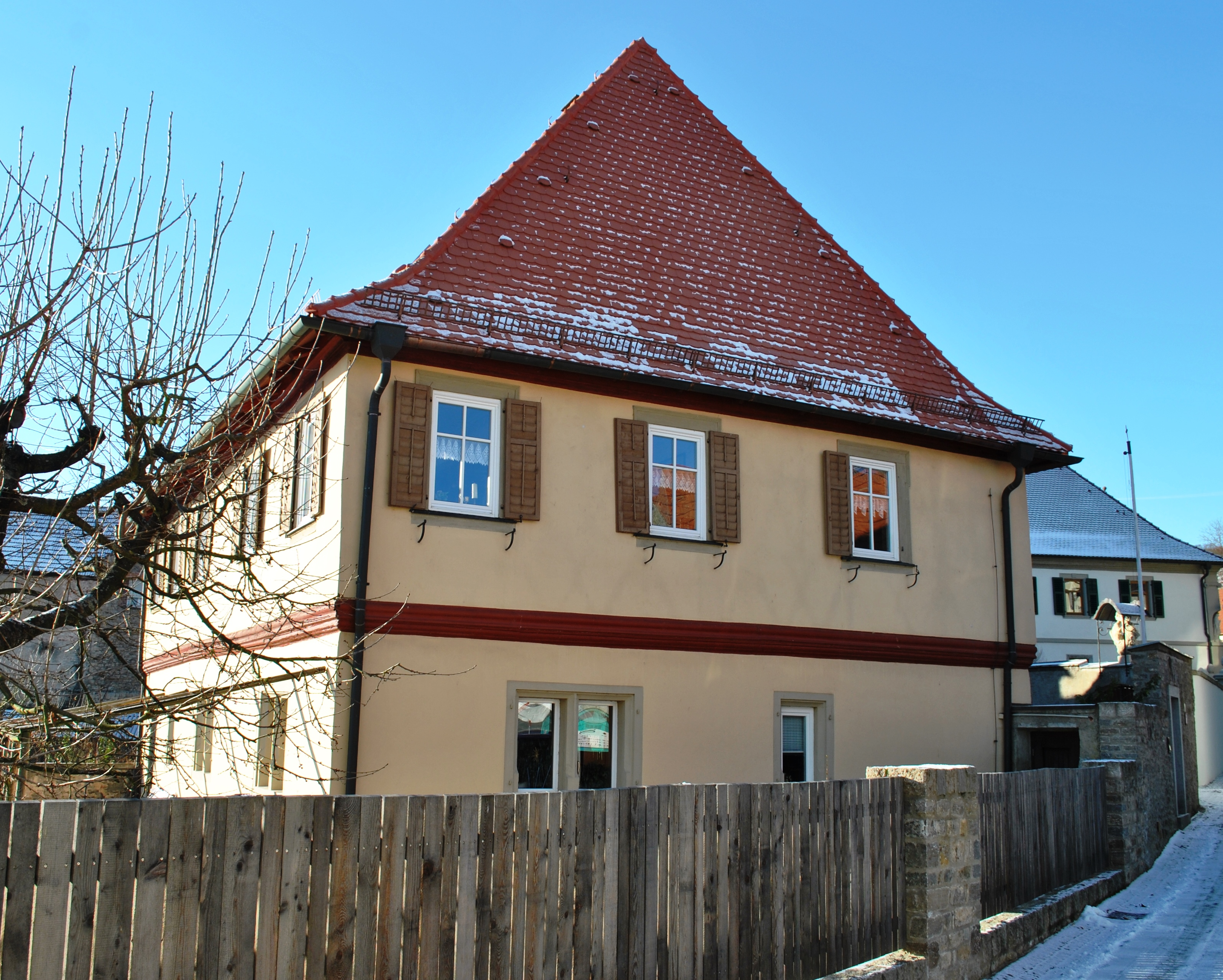
Das Pfarrhaus in Escherndorf

Das Pfarrhaus (Adresse Pfarrgasse 4, früher Hausnummer 73) ist ein denkmalgeschütztes Gebäude im unterfränkischen Escherndorf. 

## Geschichte
Die Geschichte des Pfarrhauses hängt eng mit der des Dorfes Escherndorf zusammen. Im Zuge seiner Bemühungen um eine Gegenreformation der mehrheitlich zum evangelischen Glauben übergetretenen Untertanen in Escherndorf ließ der Würzburger Bischof Julius Echter von Mespelbrunn nach 1596 die Gemeinde aus Prosselsheim auspfarren und errichtete eine Pfarrkirche. Die neue Pfarrei erhielt einen eigenen Pfarrer, der ein Haus am damaligen Ortsrand bezog. Die Lage des Pfarrhauses verweist auf die späte Pfarreietablierung. → siehe auch: St. Johannes Baptist (Escherndorf)
Das Escherndorfer Pfarrhaus entstand wohl 1601. Wahrscheinlich ließ der Erbauer Julius Echter im oder am Haus eine Inschrift anbringen, wie sie sich am Pfarrhaus in Kolitzheim erhalten hat. Ein Wappenstein des Fürstbischofs besteht in Escherndorf heute noch. Im Jahr 1659 nahm man am Gebäude Veränderungen vor, die mit einer Inschrift nachweisbar sind. 1968 wurde das Escherndorfer Pfarrhaus instand gesetzt, 1987 nahm man eine umfassende Renovierung vor. Die Baulichkeiten sind heute an Privatpersonen vermietet.

## Beschreibung
Das ehemalige Pfarrhaus präsentiert sich als zweigeschossiger Walmdachbau. Das Obergeschoss wurde mit Fachwerk ausgeführt, das heute allerdings verputzt ist. Die Geschosse sind durch ein Gesims auch äußerlich sichtbar gemacht. Die Fenster des Erdgeschosses weisen Profilierungen auf. Auf der Ortsseite ist das Anwesen mit einer hohen Mauer umgeben, sodass auch von einem Pfarrhof gesprochen werden kann. Auf der Mauer ist eine Marienkrönungsgruppe zu finden, die aus dem 18. Jahrhundert stammt und 2010 renoviert wurde. 